# Richard Dallest
Richard Dallest (ur. 15 lutego 1951 roku w Marsylii) – francuski kierowca wyścigowy.

## Kariera
Dallest rozpoczął karierę w międzynarodowych wyścigach samochodowych w 1974 roku od startów w Europejskiej Formule Renault, gdzie odniósł jedno zwycięstwo. Z dorobkiem 109 punktów uplasował się na czwartej pozycji w klasyfikacji generalnej. W późniejszych latach pojawiał się także w stawce Europejskiej Formuły 2, Francuskiej Formuły 3, Brytyjskiej Formuły 3, Europejskiej Formuły 3 oraz Formuły 3000.
W Europejskiej Formule 2 Francuz startował w latach 1978, 1980-1984. Pierwsze punkty zdobył w 1980 roku, kiedy to dwukrotnie stawał na najwyższym stopniu podium. Dorobek 23 punktów pozwolił mu wtedy zająć szóste miejsce w klasyfikacji generalnej. Rok później cztery punkty dały mu siedemnastą pozycję. W 1982 roku był również siedemnasty w końcowej klasyfikacji kierowców. Tym razem jednak zdobył tylko jeden punkt. W kolejnych latach startów już nie punktował.
W Formule 3000 Francuz wystartował w trzech wyścigach sezonu 1986 z francuską ekipą Danielson. Uzbierane trzy punkty pozwoliły mu zająć siedemnaste miejsce w końcowej klasyfikacji kierowców.